# Håndbog
En håndbog og ståbi er en bog beregnet til opslag i forbindelse med et emne: Et leksikon, regler for brancheforeninger, kogebøger, reparationsbøger, fuglebøger etc.
| Sprog og litteratur | Spire Denne artikel om litteratur er en spire som bør udbygges. Du er velkommen til at hjælpe Wikipedia ved at udvide den. |